# أحمد سهيل (ملاكم)
أحمد سهيل (مواليد 1 يناير 1979) هو ملاكم باكستاني، مثّل بلاده في الألعاب الأولمبية الصيفية 2004.

## وصلات خارجية
أحمد سهيل على موقع أوليمبيديا (الإنجليزية)